# Mateo Cassierra
Zander Mateo Cassierra Cabezas (auch Casierra; * 13. April 1997 in Barbacoas, Nariño) ist ein kolumbianischer Fußballspieler. Der Stürmer steht beim Zenit St. Petersburg unter Vertrag und ist seit Juni 2023 A-Nationalspieler.

## Karriere

### Verein
Cassierra begann seine Karriere als Fünfjähriger bei Deportivo Cali, wo er ab der Saison 2015 in der ersten Mannschaft zum Einsatz kam. In jener Spielzeit erzielte er acht Tore in 23 Spielen. 2016 traf er bis Juni viermal bei 20 Einsätzen, ehe er zu Ajax Amsterdam in die niederländische Eredivisie wechselte. Dort erzielte er bei seinem ersten Pflichtspieleinsatz am 7. August 2016 das Tor zum 3:1-Endstand gegen Sparta Rotterdam. Mit Ajax spielte Cassierra in der Saison 2016/17 in der Europa League. Er kam in fünf Gruppenspielen zum Einsatz und erreichte mit seiner Mannschaft das Finale, das das Team mit 0:2 gegen Manchester United verlor. In der Saison 2017/18 gewann er mit Ajax’ zweiter Mannschaft, Jong Ajax, die Meisterschaft in der Eersten Divisie.
Zur Spielzeit 2018/19 wurde Cassierra an den Ligakonkurrenten FC Groningen verliehen, für den er zu zehn Ligaeinsätzen kam. Im Januar 2019 wurde er bis September 2019 an den argentinischen Erstligisten Racing Club weiter verliehen. Anschließend wechselte er zu Belenenses SAD. Seit August 2021 spielt der Stürmer beim FK Sotschi.

### Nationalmannschaft
Unter Trainer Néstor Lorenzo kam Cassierra am 16. Juni 2023 beim 1:0-Erfolg über den Irak zu seinem Länderspieldebüt. Hierbei wurde er in der 74. Spielminute für Rafael Borré eingewechselt und erzielte nur eine Minute später das einzige Tor des Spiels.

## Erfolge
Deportivo Cali
- Meister der Categoría Primera A: Apertura 2015

Jong Ajax
- Meister der Eersten Divisie: 2018

Ajax Amsterdam
- Europa-League-Finalist: 2017